# Tour de Normandie Féminin
Die Tour de Normandie Féminin ist ein Straßenradrennen im Frauenradsport in Frankreich.
Das Etappenrennen wurde erstmals 2023 ausgetragen und ist in die UCI-Kategorie 2.1. eingestuft. Das Rennen 
findet jährlich im März in der Normandie statt und umfasst drei oder vier Etappen mit unterschiedlichem Profil.

## Palmarès
| Jahr | Siegerin              | Zweite               | Dritte         |
| ---- | --------------------- | -------------------- | -------------- |
| 2023 | Cédrine Kerbaol       | Gladys Verhulst-Wild | Martina Alzini |
| 2024 | Mie Bjørndal Ottestad | Josie Nelson         | Ellen van Dijk |